# Hôtel du Nord, Kungsträdgårdsgatan

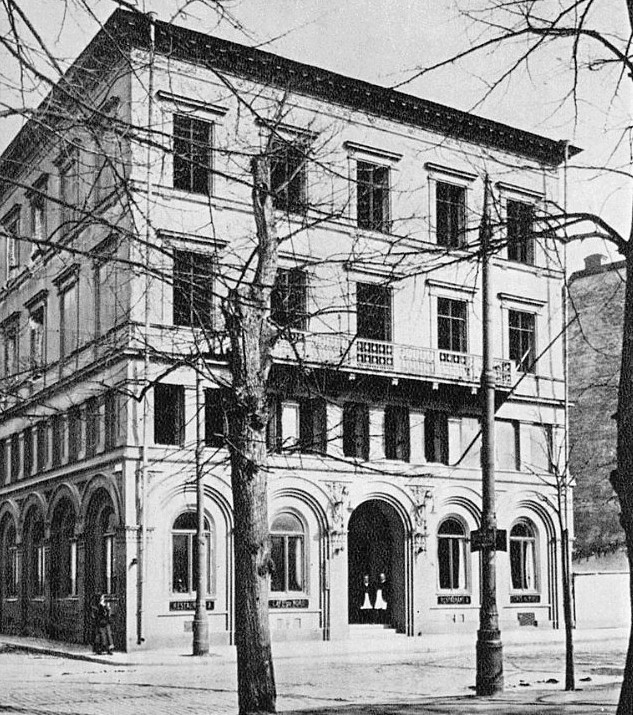
Hôtel du Nord strax innan rivningen.

Hôtel du Nord (även Restaurang du Nord) var en populär restaurang på Kungsträdgårdsgatan 8 i Stockholm, fram till dess den revs 1912.

## Historik

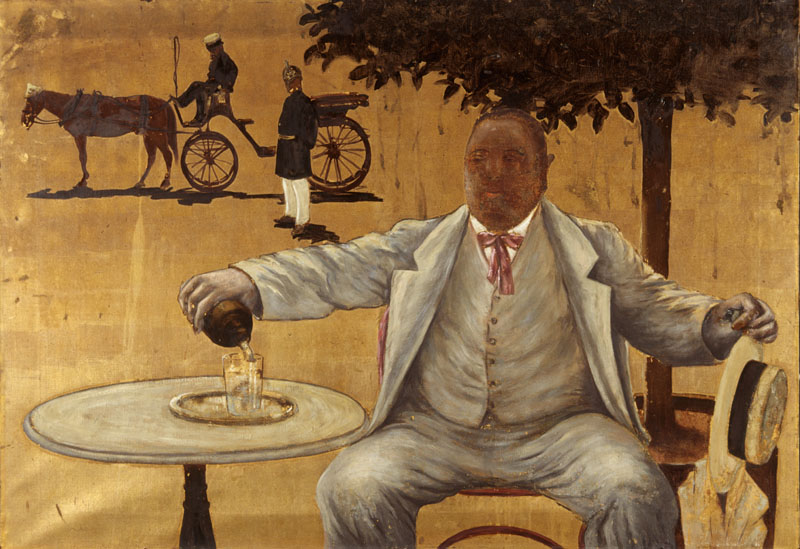
Vattenserveringen i Kungsträdgården. Väggfält i Restaurang du Nord utfört av Victor Andrén.

Restaurangen, som låg granne med dåvarande Kungliga Dramatiska Teatern och nära Operan, blev ett omtyckt vattenhål för Stockholms borgerskap och kulturpersonligheter. Ritningarna till huset utformades av arkitekterna Edvard Medén och Carl Stål och godkändes 1857. Som byggherre stod Wilhelm Davidson som ägde flera fastigheter utmed gatan.
Källarmästare Bengt Carlsson (tidigare källarmästare på Operakällaren) initierade 1890 en ombyggnad av interiören. Arkitekten Gustaf Wickman, som tidigare ritat det Carlssonska huset kontrakterades varvid Vicke Andrén och J.A.G. Acke skapade en omtalad fris föreställande Stockholms samtida nöjesliv.
Bengt Carlsson efterträddes av Ivar Bäckström, även han källarmästare på Operakällaren.
På Hôtel du Nord bildades 1889 Stockholms Byggmästareförening. 
Byggnaden fick 1912 ge plats för Stockholms Enskilda Banks palats.